# Euripides

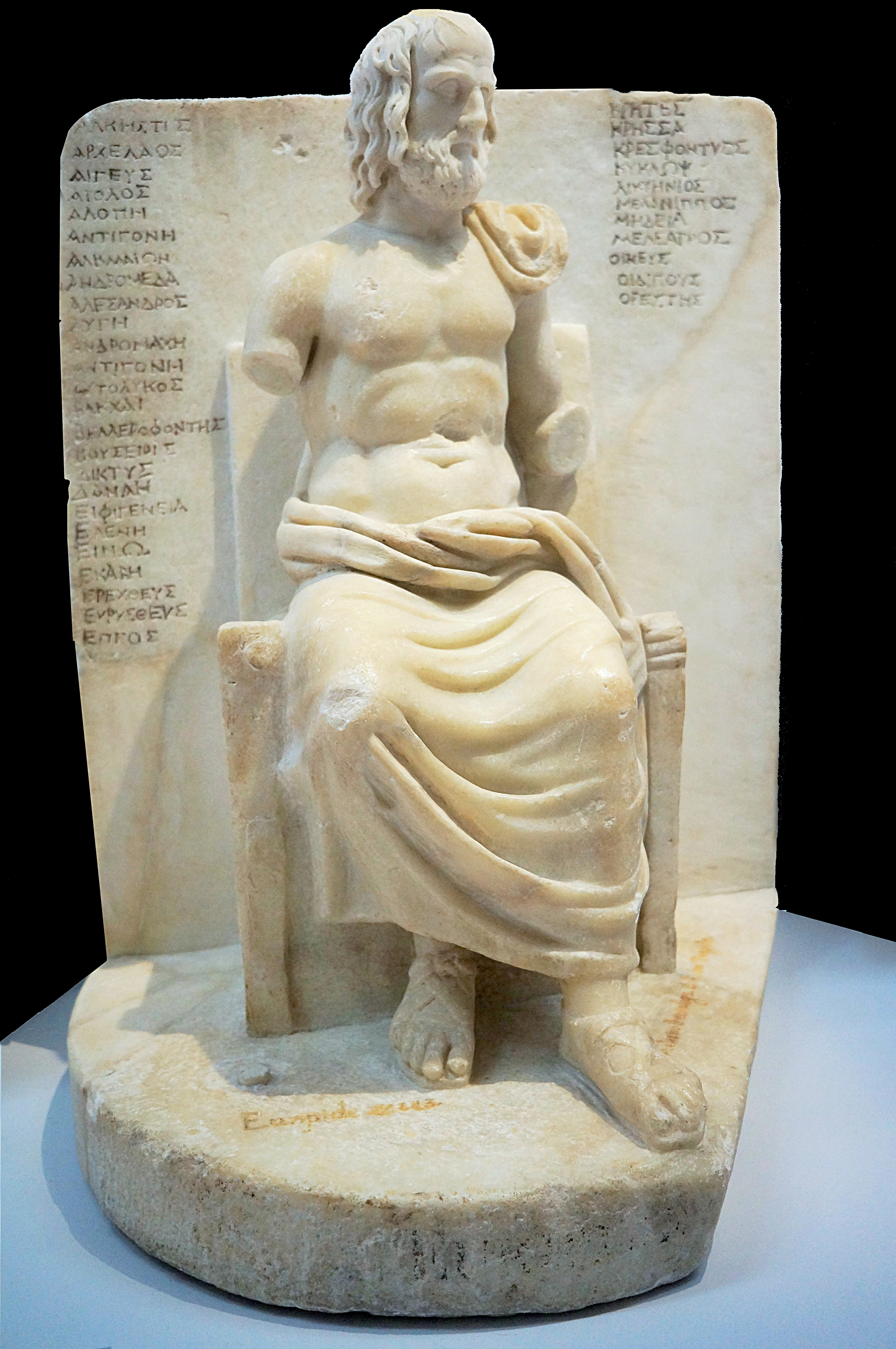
2e-eeuws marmeren standbeeld van Euripides in het Louvre-Lens. Het beeld werd in 1704 gevonden op de Esquilijn en kreeg een hoofdrestauratie naar een bekende portretbuste. Op de achterplaat is een alfabetische lijst van zijn bekendste stukken aangebracht.

Euripides (Oudgrieks: Εὐριπίδης, ca. 480 v.Chr. – 406 v.Chr.) was een van de drie grote Griekse tragediedichters, naast Sophokles, met wie hij persoonlijk bevriend was, en Aischylos.

## Biografie
Vermeld dient te worden dat Euripides' biografische gegevens omstreden zijn. Zijn levensloop, die ons is overgeleverd, is een combinatie van geruchten en verzinsels, die veelal aan Aristophanes' komedies zijn ontleend. Daarin werd vaak met Euripides de draak gestoken. Men heeft later ook getracht, waarschijnlijk bij gebrek aan gegevens, zijn persoonlijkheid uit zijn werken te destilleren.
Euripides werd op het eiland Salamis geboren, volgens de overlevering op de dag dat daar de beroemde zeeslag werd uitgevochten.
Zijn moeder heette Kleito en zijn vader Mnesarchos of Mnesarchides. Dankzij de adellijke afkomst van zijn moeder kon Euripides een goede opleiding genieten. In zijn jeugd legde hij zich toe op de gymnastiek en schilderkunst, later werd hij een leerling van Anaxagoras en een toehoorder van Prodikos en Protagoras. Hij had een hekel aan politiek, studeerde veel en bezat een privébibliotheek, wat in zijn tijd ongewoon was. Wanneer hij zich aan het schrijven zette trok hij zich soms terug in een grot op zijn geboorte-eiland.
Euripides trad tijdens zijn leven tweemaal in het huwelijk, maar had beide keren een ongelukkig huwelijksleven. Dat bezorgde hem mogelijk de reputatie een vrouwenhater te zijn.
Hij verliet in 406 v.Chr., na de opvoering van zijn Orestes, Athene, en trok naar het hof van Archelaus, de koning van Macedonië. Het blijft onduidelijk waarom hij dat deed: om politieke redenen of teleurstelling omdat zijn werk miskend werd? Feit is dat hij dáár in 406 v.Chr. overleed, volgens biografen in zeer dramatische omstandigheden. Hij zou, verstrooid en in gepeins verzonken, zijn verscheurd door de loslopende waakhonden van de Macedonische koning.

## Werk
In 455 voor Christus nam Euripides voor het eerst deel aan de Dionysia, maar pas in 441 voor Christus werd hij voor de eerste maal bekroond. Hij schreef meer dan 90 werken waarvan er 19 zijn overgeleverd, inclusief 1 stuk, Resos, waarvan het auteurschap betwijfeld wordt. Van zijn totale oeuvre zijn slechts vijf stukken met een eerste prijs beloond. Tijdens zijn leven werd hij niet voor vol aangezien: zijn tijdgenoten hielden niet van zijn "modernismen". Dit is na zijn dood volledig veranderd: Euripides werd de meest opgevoerde toneelauteur in Griekenland. Zijn werk werd later ook door de Franse classicisten vereerd.
Een chronologisch overzicht van de overgeleverde werken van Euripides en de eventuele waardering bij de Dionysia.
- Alkestis - 438, tweede prijs
- Medeia - 431, derde prijs
- Kinderen van Herakles of Herakliden - ca. 430
- Hippolytos - 428, eerste prijs
- Andromache - ca. 425
- Hekabe - ca. 424
- Smekende vrouwen - ca. 423
- Elektra - ca. 420
- Herakles - ca. 416
- Trilogie:
  - Alexandros - niet overgeleverd
  - Palamedes - niet overgeleverd
  - Trojaanse vrouwen of Troiades - 415, tweede prijs
- Iphigeneia in Tauris - ca. 414
- Ion - ca. 413
- Helena - 412
- Fenicische vrouwen - ca. 410, tweede prijs
- Orestes - 408
- Trilogie - postuum opgevoerd; eerste prijs
  - Bacchanten
  - Alkmaion in Korinthe - niet overgeleverd
  - Iphigeneia in Aulis
- Saterspel:
  - Cycloop - ?

- Bibsys: 90089729
- Biblioteca Nacional de España: XX850782
- Bibliothèque nationale de France: cb130914401 (data)
- Catàleg d'autoritats de noms i títols de Catalunya: 981058521912106706
- CiNii: DA00628823
- Digitale Bibliotheek voor de Nederlandse Letteren: euri001
- Gemeinsame Normdatei: 118531395
- International Standard Name Identifier: 0000 0001 2138 2034
- Library of Congress Control Number: n79063679
- Nationale Bibliotheek van Letland: 000018445
- MusicBrainz: 9fa39df2-393f-4b64-91e0-2d20524ec30f
- Bibliotheek van het Japanse parlement: 00439046
- Nationale Bibliotheek van Tsjechië: jn19981001000
- Nationale bibliotheek van Australië: 35069288
- Nationale Bibliotheek van Israël: 987007260791505171
- Nationale Bibliotheek van Polen: a0000001178794
- Nationale en Universitaire bibliotheek Zagreb: 000001987
- Nederlandse Thesaurus van Auteursnamen: 068852754
- Réseau des bibliothèques de Suisse occidentale: 02-A000058734
- Istituto Centrale per il Catalogo Unico: CFIV006703
- LIBRIS: 185719
- SNAC: w6sg7g6x
- Système universitaire de documentation: 026854775
- Trove: 817537
- Union List of Artist Names: 500404157
- Virtual International Authority File: 265326651
- WorldCat: E39PBJkdfDg4WddxVYQDk3myBP